# OW2
 (mars 2018).
Si vous disposez d'ouvrages ou d'articles de référence ou si vous connaissez des sites web de qualité traitant du thème abordé ici, merci de compléter l'article en donnant les références utiles à sa vérifiabilité et en les liant à la section « Notes et références ».
OW2 est une association (loi de 1901) indépendante à but non lucratif dédiée au développement d’une base de logiciels d’infrastructure en open source. L’association regroupe des membres individuels, des entreprises et des organismes de recherche.

## Historique

### Dates clés
- 1999 : Bull, France Télécom et l’INRIA créent ObjectWeb consortium.
- 2006 : Fusion des communautés ObjectWeb (France) et OrientWare (Chine).
- 2007 : Création d'OW2[1] et lancement du local chapter Chine.
- 2009 : Première conférence annuelle OW2. Certification Java EE 5 de JOnAS. Lancement du chapitre local au Brésil. Fusion d'OW2 et de l'Open Solutions Alliance. Premier OW2 Programming Contest.
- 2010 : Lancement du programme Software Quality and Trustworthiness (SQuAT).
- 2011 : Première China Open Source Week.
- 2012 : Premier Roadshow Solutions Open Source au Brésil. Lancement de l’initiative Future Internet.
- 2014 : Lancement de l’initiative Big Data. Nouvelle série d'événements : OW2 Open Cloud Forums.
- 2015 : Lancement de l’initiative Sécurité et protection des données. Partenaire de l'Open Cloud Park à Cloud Expo Europe à Londres.
- 2016 : Lancement de l’initiative Accessibilité. SQuAT devient OSCAR (Open Source Software Capability Assessment Radar). OW2 reçoit le prix spécial du jury lors du Paris Open Source Summit.
- 2021 : Lancement de la méthodologie d'analyse de qualité professionnelle des projets open source MRL[2] (Market Readiness Levels), qui succède aux expériences SQuAT / OSCAR. Lancement avec Eclipse, la Foundation for Public Code et Open Forum Europe de l'OSPO alliance[3], et de la méthodologie "Good Governance" de gouvernance de l'open source au sein des organisations professionnelles.

## Mission
La mission d'OW2 est de développer une base de logiciels d’infrastructure en open source et d’animer une communauté et un écosystème.

## Activités
En 2017, les initiatives lancées par OW2 depuis sa création portent sur des domaines tels que (du plus récent au plus ancien) :
- l’open source dans les grandes villes
- l’accessibilité
- la sécurité
- l’Internet du futur
- le cloud computing
- le big data
- le SOA
- l’e-gouvernement.

## Articles
- Building a cloud ecosystem with open source, mai 2013 (anglais)
- Après la BI, le Cloud et l'internet des objets, OW2 se penche sur la sécurité, Novembre 2014 (français)
- Pourquoi la France et l'Europe doivent devenir contributeurs et plus seulement consommateurs, novembre 2015, (français).